# Dean Smith (Basketballtrainer)

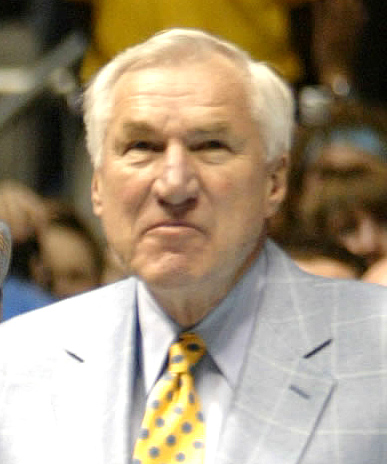
Smith (2007)

Dean Edwards Smith [ˈdiːn ˈɛdwəɹz ˈsmɪθ] (* 28. Februar 1931 in Emporia, Kansas; † 7. Februar 2015 in Chapel Hill, North Carolina) war ein US-amerikanischer Basketballtrainer.
In seinen 36 Jahren als Cheftrainer der North Carolina Tar Heels errang er 879 Siege, eine Bestmarke unter allen College-Trainern, die erst 2007 von Bobby Knight gebrochen wurde.

## Werdegang
Smiths Eltern waren im Schuldienst tätig, sein Vater war Basketballtrainer an der Emporia High School. Smith spielte neben Basketball als Jugendlicher auch American Football und Baseball. Nach dem Besuch der Highschool (von 1945 bis 1949) in Topeka (Bundesstaat Kansas) bekam er ein Stipendium der Universität von Kansas. Dort studierte er Mathematik und lernte unter Coach Phog Allen, einem Schüler des Basketball-Erfinders James Naismith, die Grundlagen der Sportart. Mit den Jayhawks gewann Smith als Ersatzmann auf der Position des Aufbauspielers 1952 den NCAA-Meistertitels, im Jahr darauf unterlag man erst im Finale. Nach seiner Zeit als Spieler war kurzzeitig Allens Assistenztrainer in Kansas, ab 1954 diente Smith in der US-Luftwaffe und war zeitweise in Deutschland stationiert. Er spielte während seiner Dienstzeit in Deutschland Basketball in Fürstenfeldbruck. Während einer Reise nach Frankreich lernte Smith Bob Spear kennen, der ihn 1955 zu seinem Assistenztrainer der Basketballmannschaft der United States Air Force Academy machte. Dieses Amt hatte Smith bis 1958 inne.
Von 1958 bis 1961 war er an der Universität von North Carolina Assistenztrainer unter Frank McGuire. Im Alter von 30 Jahren wurde er als Nachfolger McGuires Cheftrainer der Tar Heels. Nach schwierigen Anfangsjahren baute Smith eine Spitzenmannschaft zusammen, doch erst 1971 reichte es zum NIT-Titel. 1976 gewann Smith als Trainer der Olympiaauswahl der USA bei den Spielen in Montréal Gold.
1982 führte Smith North Carolina (mit Michael Jordan, James Worthy und Sam Perkins) zum Gewinn des NCAA-Meistertitels, im Endspiel bezwang man die Mannschaft der Georgetown University 63:62. Georgetown wurde von John Thompson als Trainer betreut, den Smith 1976 für die Olympischen Spiele in seinen Trainerstab berufen hatte. Bis zum Titelgewinn 1982 wurde es Smith als Makel angelastet, trotz dreimaliger Endspielteilnahme noch keine NCAA-Meisterschaft gewonnen zu haben. Ein weiteres Mal gewann er mit der Hochschulmannschaft 1993 den NCAA-Titel, zu den Spielern seiner Meistermannschaft gehörte der Deutsche Henrik Rödl. Nach Rödl spielte mit Ademola Okulaja noch ein zweiter Deutscher für Smith in North Carolina.
Neben den beiden Meisterschaften 1982 und 1993 stand Smith mit seiner Mannschaft drei weitere Male im NCAA-Endspiel (1968, 1977, 1981). In der Atlantic Coast Conference (ACC) gewann er mit North Carolina 13 Mal den Meistertitel und gehörte 33 Spielzeiten in Folge zu den drei besten ACC-Mannschaften. Viermal (1977, 1979, 1982, 1993) wählte man Smith zum Trainer des Jahres. Bei der Eröffnung der neuen Spielstätte der Universität von North Carolina im Januar 1986 wurde das Gebäude nach Smith (Dean E. Smith Student Activities Center) benannt. Im Oktober 1997 trat er kurz vor dem Beginn der Saison 1997/98 unerwartet von seinem Amt zurück, seine Bilanz als Cheftrainer von North Carolina lautet: 879 Siege, 254 Niederlagen. Er wurde 1997 von der Zeitschrift Sports Illustrated zum Sportler des Jahres gewählt.
Zahlreiche erfolgreiche Spieler wurden von Dean Smith trainiert, darunter Bob McAdoo, James Worthy, Michael Jordan, Vince Carter, Antawn Jamison, Sam Perkins, Rasheed Wallace und Brad Daugherty. 21 seiner Spieler wurden in der ersten Runde des NBA-Draftverfahrens ausgewählt. Smith legte bei seinen Mannschaften Wert auf eine uneigennützige Spielweise, Zusammenspiel und Mann-Mann-Verteidigung. Zu den bekanntesten, häufig von Smith verwendeten Spielzügen gehörte der Viereckenangriff, der insbesondere genutzt wurde, um Zeit verstreichen zu lassen und somit kleine Vorsprünge zu verteidigen. Die Wirkungsweise dieses taktischen Mittels trug zur Begrenzung der Angriffszeit in der NCAA bei, die 1985 eingeführt wurde. Smith galt als Trainer mit großem Erfindungsreichtum, er erdachte mehrere Spielzüge für Angriff und Verteidigung und war ein Vorreiter bei der Nutzung von Statistik im Basketball, vor allem von Kennwerten im Verhältnis zum Ballbesitz.
Einige seiner Spieler wurden später ebenfalls erfolgreiche Trainer, wie Billy Cunningham, George Karl, Larry Brown oder Roy Williams. Am 2. Mai 1983 wurde Dean Smith als Trainer in die Naismith Memorial Basketball Hall of Fame und am 12. September 2007 in die FIBA Hall of Fame aufgenommen. Die Universität von North Carolina verlieh ihm 2007 die Ehrendoktorwürde.

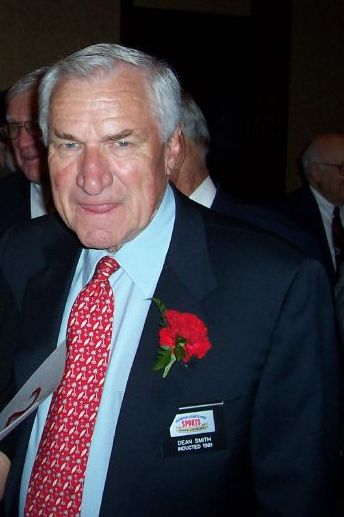
Smith im Jahr 2006

Im Jahr 2013 wurde ihm die Freiheitsmedaille des Präsidenten verliehen. Smith verfügte, dass nach seinem Tod jeder Spieler, der in seiner 36-jährigen Amtszeit in North Carolina zu seiner Mannschaft gehörte, aus seinem Nachlass 200 US-Dollar erhält, um damit auf Smiths Rechnung für ein Abendessen auszugehen.

## Schriften
- mit Bob Spear: Basketball: Multiple Offense and Defense. 1981, ISBN 9780130720900.
- mit John Kilgo, Sally Jenkins: A Coach’s Life. My 40 years in college basketball. New York 2002, ISBN 0-375-75880-1.